# SingStar Pop Hits 4
SingStar Pop Hits 4 es un juego de karaoke del sistema PlayStation 2 publicado por Sony Computer Entertainment Europe y desarrollado por SCEE y London Studio. Es la secuela al exitoso SingStar Pop Hits 3 también lanzado en Francia y es el último y más reciente título publicado en el territorio francés.
Este es el tercer título exclusivo para Francia y los países colindantes de habla francesa que se lanza con motivo de la gran acogida que tuvo su predecesor. Una vez más, se trata de una colección de 20 exitosos y más recientes temas franceses. 

## SingStar Pop Hits 4Lista de canciones
| SingStar Pop Hits 4 |                              |
| Alizée              | "Mademoiselle Juliette"      |
| Amel Bent           | "Tu N'es Plus La"            |
| Anggun              | "Etre Une Femme"             |
| Bebe Lilly          | "Les Cowboys"                |
| Céline Dion & Garou | "Sous Le Vent"               |
| Christophe Maé      | "Belle Demoiselle"           |
| Christophe Willem   | "Jacques a Dit"              |
| Fréderic Lerner     | "On Partira"                 |
| Kamini              | "Marly Gomont"               |
| Laam                | "Pour Être Libre"            |
| Leslie              | "Juste Une Mise Au Point"    |
| Little              | "Je Veux Des Violons"        |
| Lorie               | "Play"                       |
| Luke                | "La Sentinelle"              |
| Mademoiselle K      | "Ca Me Vexe"                 |
| Mattafix            | "Things Have Changed"        |
| Soha                | "Tourbillon"                 |
| Soprano             | "Ferme Les Yeux Imagine Toi" |
| Tina Arena          | "Entends Tu Le Monde"        |
| Vicky               | "Vicky Le Petit Dauphin"     |